# Distretto di Stara Zagora
Il distretto di Stara Zagora (in bulgaro Област Стара Загора?) è uno dei 28 distretti della Bulgaria.

## Comuni
Il distretto è diviso in 11 comuni:
| Comune           | Bulgaro         | Pop.    |
| ---------------- | --------------- | ------- |
| Bratja Daskalovi | Братя Даскалови | 7.853   |
| Čirpan           | Чирпан          | 24.712  |
| Gălăbovo         | Гълъбово        | 14.473  |
| Gurkovo          | Гурково         | 5.606   |
| Kazanlăk         | Казанлък        | 86.287  |
| Măgliž           | Мъглиж          | 12.387  |
| Nikolaevo        | Николаево       | 5.036   |
| Opan             | Опан            | 2.663   |
| Pavel Banja      | Павел Баня      | 17.494  |
| Radnevo          | Раднево         | 30.741  |
| Stara Zagora     | Стара Загора    | 181.006 |